# Kanton Saint-Julien-de-Vouvantes
Kanton Saint-Julien-de-Vouvantes (fr. Canton de Saint-Julien-de-Vouvantes) je francouzský kanton v departementu Loire-Atlantique v regionu Pays de la Loire. Tvoří ho pět obcí.

## Obce kantonu
- La Chapelle-Glain
- Erbray
- Juigné-des-Moutiers
- Petit-Auverné
- Saint-Julien-de-Vouvantes